# 伯溫鎮區 (伊利諾伊州庫克縣)
伯溫鎮區（英語：Berwyn Township）是位於美國伊利諾伊州庫克縣的一個行政鎮區。

## 地方資料
根據2010年美國人口普查的數據，伯溫鎮區的面積為10.11平方千米，當中陸地面積為10.11平方千米，而水域面積為3.00平方千米。當地共有人口55,748人，而人口密度為每平方千米5,514.14人。